# テトリス
テトリス（ロシア語: Тетрис、英語: Tetris）は、ソビエト連邦のコンピュータ科学者・アレクセイ・パジトノフが 1984年に考案したコンピュータ・ゲームである。その後にライセンスを与えられてフランチャイズ作品として開発されたさまざまなバージョンも「テトリス」と総称されている。落ちものパズルの始祖・元祖である。

## 概要
テトリスは落ち物パズルの元祖である。冷戦真っ最中の1984年にソビエト連邦の科学アカデミー所属の科学者アレクセイ・パジトノフが開発した。シンプルなルールでありながら奥が深く頭脳を使うため人気を呼び、1980年代末から1990年代初めにかけ、様々なゲーム機に移植され世界各国で大流行し、さまざまなアレンジを加えられシリーズ化し、2011年までに2億200万本ほど売れた。内訳としては物理的なバージョン（ゲームカートリッジやソフトパッケージ）が約7000万本、ダウンロードが約1億3200万本である。
2010年から毎年、クラシック・テトリスの世界大会「Classic Tetris World Championship」が開催されている。
「テトリス」という名の由来
テトリス（Tetris）という商品名は、ギリシア語のテトラミノ（Tetramino。テトロミノと同義）とテニス（Tennis）を掛け合わせた造語である。開発者らには「テニス」という語の語感がいかにもゲームというものを連想させたという。

## 歴史
1979年、音声認識の研究者であったアレクセイ・パジトノフは、ソ連科学アカデミーのコンピュータセンターで勤務しはじめた。彼がその職場で与えられた仕事は、新規ハードウェアの性能を試験することであった。だが彼が本当に望んでいたことは、コンピュータというものを人々を幸福にするために使うことだった。
パジトノフは、ソ連の検閲をすり抜けてやってきた『パックマン』などの西側諸国のコンピューターゲームに触れる機会があった。しかし、当時在籍していたソ連科学アカデミーのマシンは、西側諸国のコンピュータのような派手なグラフィックス表示はできず、TUIで動く、つまり文字や記号等しか表示できなかった。この制限のなかで、コンピュータを用いて新しいパズルを創造するという発想で開発が始まった。
勤務先で当時は貴重なコンピュータだったエレクトロニカ60を割り当てられたパジトノフは、それによって先ずパズルゲームを何本か、もう少し正確に言うとなぞなぞゲーム、パズルゲーム、ボードゲーム類のプログラミングを行い、テトリスはその中の一つだったという。

### 着想の種
彼は自分が子供時代から好きだったペントミノをもとにして新しい遊びを創造しようとした（ペントミノは様々な形のピースを型にはめていくパズルであり、箱詰めパズルの一種である）。
「テトロミノが上から落ちて重なっていく」というルールは、パジトノフが水族館を訪れたときに、ヒラメが舞い降り海底と同化したり、そのヒラメが砂の上を泳ぐ時に他のヒラメと重ならずに泳いだりする様子を偶然見かけた事から着想を得て考案された。

### ルールの練り上げと画期的な思いつき

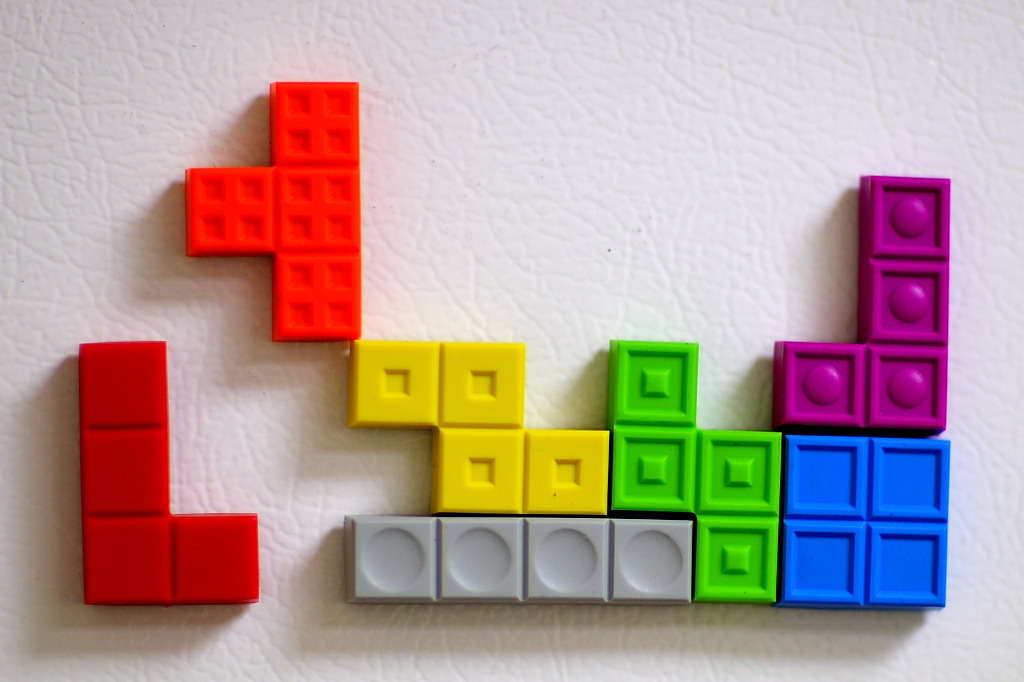
ペントミノは裏表ぬきで全12種類あるが、パジトノフは裏表あわせ全7種類の（本来はテトロミノという）テトリミノに絞った。

パジトノフは最初、ペントミノのピースがランダムに登場し舞い降りてきてプレイヤーはそのピースを隙間なく埋める、ということを思い描いた。
ただし、（裏表ぬきで全12種類の）ペントミノを使うゲームにした場合、不必要なまでにゲームが複雑になりすぎると考え、ピースを（裏表あわせ全7種類の）テトロミノに絞り込んだ。そしてただ「隙間なくピースを埋めてゆく」というルールだけだと、実際には画面がすぐにピースで一杯になってしまうことに気づき、「一段が隙間なく埋まると一段消滅して下へ詰まる」というしくみ、つまりテトリスというゲームの最重要な部分を思いついた。最初に完成したバージョンでは「点数」もなく「レベル」もなかったが、それでもそれまでにパジトノフが制作したパズルゲームとは明らかに異質で魅力的なものになっていた。
なお1984年にエレクトロニカ60上で完成した最初のバージョンはモノクロ画面のものであり、全てCUIで表示可能な文字キャラクタで描かなければならなかった（黒地画面なので文字は白色に描いた）。舞い降りるピースを構成する四角いブロックのひとつひとつは、最初は [ および ] を組み合わせて [] と描き、フィールドの内外の境目は　左側には <! を、右側には !>　を上下に重ねて描き、フィールドの底の段は等号を並べ 「=========」のように描いた。
最初のプレイ可能なバージョンは1984年6月6日に完成した。後にテトリスをビジネスとして育て上げたのは起業家のヘンク・ブラウアー・ロジャースである。

## ルール
4つの正方形を組み合わせて作られた、片面型テトロミノ状のブロックピース（以下の7種、本作ではこれらを「テトリミノ」（英語: Tetrimino）と呼ぶ）がフィールド上方からランダムに1種類ずつ落下してくる。プレイヤーはテトリミノが落下している間、次に落ちてくるテトリミノの形状を知ることができる。
個々のテトリミノの名称は特に厳密に定められているわけではないようだが、その形状により、左から以下のような通称で呼ばれることが多い（色についてはガイドライン（後述）制定後のものを記載）。
- I-テトリミノ（水色）

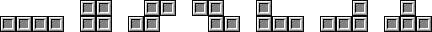
4つの正方形で構成されるテトリミノ7種。

  - 4列消し「テトリス」を決めることのできる唯一のテトリミノ。
- O-テトリミノ（黄色）
  - 回転させても形の変わらないテトリミノ。
- S-テトリミノ（緑色）
- Z-テトリミノ（赤色）
- J-テトリミノ（青色）
- L-テトリミノ（オレンジ色）
- T-テトリミノ（紫色）
  - ガイドライン制定後の作品ではT-Spin（後述）が可能。
- プレイヤーはテトリミノを左右90度単位で4方位に回転させる、格子単位で左右に移動させる、高速に（又は瞬時に）落下させるのいずれかまたはその複合の操作を落下中にすることができる。
- このテトリミノを落とす場となるフィールドのサイズは、公式には縦20行 × 横10列とされている。
- テトリミノがフィールド最下段、または他のテトリミノの上に着地するか引っかかると、そのテトリミノはブロックとしてフィールドに固定される。そして新しいテトリミノがフィールド上方に出現する。
- 格子の任意の1 - 4段がすべてブロックで埋め尽くされると、その段が消滅し、段数によって以下のように呼ばれ、得点となる（得点の付け方は作品によって異なる）。同時に多くの段（通常は最大4段）を消去する程高得点が得られる（特に4段消しを「テトリス」と呼ぶ）。
  - 1段消し…シングル
  - 2段消し…ダブル
  - 3段消し…トリプル
  - 4段消し…テトリス[注釈 2]

消滅した段の上にあったブロックは、速やかに消えた段数分落下し、同様に新しいテトリミノがフィールド上方に出現する。

スプリットの概略図

棒・T字・L字・逆L字型のテトリミノを用いて1段消し（シングル）を2回同時に決めることもでき、このような消し方はダブルとして扱われる（画像は概略を示したアニメーションGIF）。（新）セガテトリスではこの消し方をスプリットと呼んでいる。

ワン・ツーの概略図

棒状のテトリミノを用いてシングルとダブルを同時に決めることもでき、このような消し方はトリプルとして扱われる（画像は概略を示したアニメーションGIF）。（新）セガテトリスではこの消し方をワン・ツーと呼んでいる。
- 固定されたブロックがフィールドの最上段（最下段を1段目とすれば、20段目）まで積み重なる（正確には、作品により異なるが出現したテトリミノが出現位置で固定されたブロックと重なる状態、あるいは最上段の更に上の段でブロックが固定された状態で判定する）とゲームオーバーとなる。
- また、通常は現在操作中のテトリミノの次に落ちてくるテトリミノを予告する欄も表示されている。
  - 近年は最低3個まで表示する実装が多い。詳細は後述の#ガイドラインを参照。
  - 慣れたプレイヤーはこれを見ることで、続く操作を考えながらプレイすることができる。
  - 一部のタイトルでは、次に落ちてくるテトリミノの予告を非表示にすることのできるオプションが実装されているものもある（ゲームボーイ版など）。次のテトリミノがわからないだけでも素早く積む難易度が上がるため、上級者向けのオプションといえる。

パジトノフは、これらのルールからプレイヤーが以下のような段階を経て次第に高得点を得る方法を学習すると考えた。
- ルール・操作法を理解する段階
- テトリミノを隙間無く並べるようになる段階（回転させない）
- テトリミノを回転させるとどのような形状になるかを予想し、狙って回転させる段階
- 次に落ちてくるテトリミノも見て考える段階
- 高得点を狙い、複数段をまとめて消すことを狙うようになる段階
- 4段消しを狙い、端の1列のみを残して積む段階

実際、多くのプレイヤーはこのように学習しているものと思われる。また、チンパンジーなどの類人猿に『テトリス』を学習させる実験でも、同様の過程でルール学習を行っていることが確認されている。

### 追加ルール
テトリミノの速度アップ

ゲームが長時間続くと、テトリミノの落下速度は次第に速くなり、さらにゲームによってはテトリミノ着地からの操作時間そのもの（遊び時間）も短くなるルールを用意している。
これにより、ゆっくりと思索を練りながら操作していては落下に追いつかなくなるため、瞬間的な判断が必要となってくる。テトリミノの落下速度が上がることに加え、長時間のプレイによる集中力の低下で判断の誤りや操作ミスが増え、テトリミノが積み重なってしまい、必然的にゲームオーバーに繋がる。再びゲームを開始したときには、最初のゆっくりとした落下速度から再び始まる。
テトリミノの速度単位
一般的に、1フレームで○テトリミノ分移動する速度を「○G」と表記する。たとえば、1秒で60フレームの描画が行われる場合、1秒に1ブロック落ちれば1/60G、0.5秒で1ブロック落ちるなら1/30Gである。
初代「セガテトリス」（セガ・システム16版）の最高速は1G、ゲームボーイ版「テトリス」の最高速は1/20Gである。
しかし、『テトリス ザ・グランドマスター (TGM)』シリーズではさらなる高速化を求めるべく、2G以上の高速化を導入。ゲーム前半では空中で移動できる段階の最高速として5Gまで増速するが、ゲーム後半からはいきなり20G（テトリミノが出現と同時にフィールドの最下段に落ちる状態）に飛んでしまう。この表記法には若干の疑問があるが、現在はこれが一般的なようである。
テトリミノの固定時間
現在市販されているテトリス作品のほぼ全ての実装では、ゲーム性を高めるために、テトリミノが着地してから固定されるまでに若干の「遊び」時間（最大 0.5秒前後）が与えられている（この時間は、基本的にはレベルが上昇しても「一段分落下するのにかかる時間」ほど短縮されにくい場合が多い）。
この追加ルールによって、テトリミノが着地した直後にも、移動や回転といった操作を行う猶予があるが、これはゲームが長時間続きテトリミノの落下速度が非常に速くなった段階で大きな意味を持つようになる。「遊び」時間内で的確に操作を行えば、意図した位置にテトリミノを配置でき、ゲームを続行できるのである。
ファミコン版・NES版や、ゲームボーイ版、アーケードのアタリゲームズ版といった従来の実装では「遊び」が存在せず、接地した瞬間にテトリミノが固定されてしまう（見た目上では、遊び時間が「一段分落下するのにかかる時間」と同じになる）。この場合はプレイヤーの操作によって左右に移動させる速度も遅い事が多く、テトリミノの落下速度が極端に上がったり、ブロックが中央部で高く積みあがっている状態では、もはや左右の端に移動させきる前に着地してしまうようになり、意図通りに積む事はもはや不可能となる。（ただしそういった実装の場合では、接地後の遊び時間を導入している作品よりは落下速度の上限が比較的遅い傾向にある）
しかし「遊び」が実装されている場合、テトリミノを中央付近に山のように積むことによって、まずテトリミノを「山」の「頂上」に一度着地させてから、「中腹」を下るように移動させつつ回転させることで、目的の位置までテトリミノを導くことができ、これによって固定されるまでの時間を稼ぐこともできる（ガイドライン導入以前に遊び時間を実装したテトリスでは、テトリミノが着地したあとにさらに1段以上落下すると、遊び時間がリセットされるものが多かった。また、そのうち幾つかの作品ではレバー下方向を入力すると、遊び時間を中断して設置させる仕様も導入している）。
セガの初代アーケード版で発見されたこのような高度なプレイ手法は、まるでテトリミノが斜面を転がっているように見えることから「転がし」という呼び名が広く用いられている。
アリカは「転がし」のゲーム性に着目し、上述のようにテトリミノの落下速度を実質的に無限大（空中待機時間が0になる）まで加速させる「20G」の実装を『テトリス ザ・グランドマスター』で行った。この状態においては、テトリミノは出現した瞬間に既に着地後の位置にあり、テトリミノが空中を落ちてくる間に左右へ移動させるという過程は存在しない。空中での移動が一切できないため、プレイヤーは着地後に与えられるわずかな「遊び」時間のみを用いてテトリミノの移動・回転を行うこととなる。地形と時間によって可能な操作が大きく制約されることから、プレイヤーは「転がし」を意識しつつ、よりテクニカルなテトリミノの積み方を要求される。
『テトリス ジ・アブソリュート ザ・グランドマスター2』以降の作品では、さらに難易度を上げるため、20G状態でのレベル上昇を経る毎に
- テトリミノが固定されてから、次のテトリミノが出現するまでの時間を短縮する
- ラインを消した際に表示されるアニメーションを短縮する（=ライン消去時でも次のテトリミノが出現するまでの間隔が延長されにくくなる）
- 更に一定以上のレベルでは転がせる遊び時間が(0.3秒程度にまで)大幅に減少する

などの調整が見られ、テトリミノを積むために与えられる思考時間がより切り詰められていく。
一方で、ガイドライン実装においてはテトリミノを平地で1マス移動させたり回転させること自体でも、固定までの時間をリセットするようにし、地形に関わらず「遊び」時間が緩和されうる設計を制定している。
ゲームクリアの概念を導入する
初代「セガテトリス」は完全なエンドレスゲームであったが、これだと半永久的にプレイできることになり、ゲームセンター側の収益（インカム）が少なくなってしまい、問題になる。そこで、ある時期よりリリースされたアーケード向け作品にはエンドレスモードが導入されなくなり、その多くが規定数のラインを消すとゲームクリアとなり、それ以上のプレイは続けられないようになった。
これに関して特筆すべき作品は『テトリス ザ・グランドマスター』シリーズであり、これらは（Xbox 360向けの『TGM ACE』を除き）テトリミノ出現数とライン消去数によってレベルが999まで上がった時点でエンディングに移行する。同時に、同作では最大スピードの加速の他、腕前の指標としてプレイ時間が加味される・ランキングにスコアではなく時間の速さが記録されるなどの要因により、単純なライン消去数ではなくレベル999への到達時間（あるいは段位）を競う新たなゲームの目標が誕生し、「操作を最適化し、テトリミノをきれいに積み上げるまでのスピードを上げる」という意欲をプレイヤーに与えることとなった。
このように、テトリスは「慣れれば慣れるほど（追加ルールによる）新たな思考の段階に進み、より長く続け、より素早く良い成績を得ることができるようになる」という追加ルールをパジトノフの考えた基礎ルールを崩さないままに構築することが可能となっている。
アタリゲームズのアーケード版テトリスや、BPSのファミコン版などではライン数ノルマによる面クリアの概念があり、高次面になるほどあらかじめ設置されるブロックが高く積まれるなど、初期配置が不利な形となることで難易度を上げていった（特にこの二作は接地後の「遊び」時間が存在しないため、初期配置と速度上昇の難易度に対する相乗効果が非常に高かった）。
全消し
画面内のブロックを全て消すと通常より高い点数が入る作品もある。ゲームによってパーフェクトクリアやオールクリア等、表記に揺れがある。
初代「セガテトリス」ではそのラインを消した瞬間に入る点数が10倍になる。
テトリスオンライン・ジャパンのテトリスや、テトリスパーティーなど2007年以降に発売・発表された作品を含め、多くの場合はボーナススコアが入る（対戦プレイの場合は非常に強力な攻撃が発生する）仕様となっているが、TAP・TIではさらに「AC」メダルを獲得するなど、スコア以外の特典がある作品もある。
ブロックの大きさと画面幅（4と10）の最小公倍数から、5n個目のブロックでのみ達成できる。
ミノ順に強めの法則性があり、ホールドやミノの複数予告表示もあるガイドライン実装の作品では、ゲーム開始時点から全消しを狙う定石が複数発見されており、パターン化されていないとき・パターンから外れている場合と比べて全消しの達成が現実的になっている。
一方でガイドライン導入前の大半の作品における、ランダム抽選を行っている仕様では、仮にホールドやミノの出現順表示があったとしても全消しの達成は極めて困難である。

## ガイドライン

### 概要

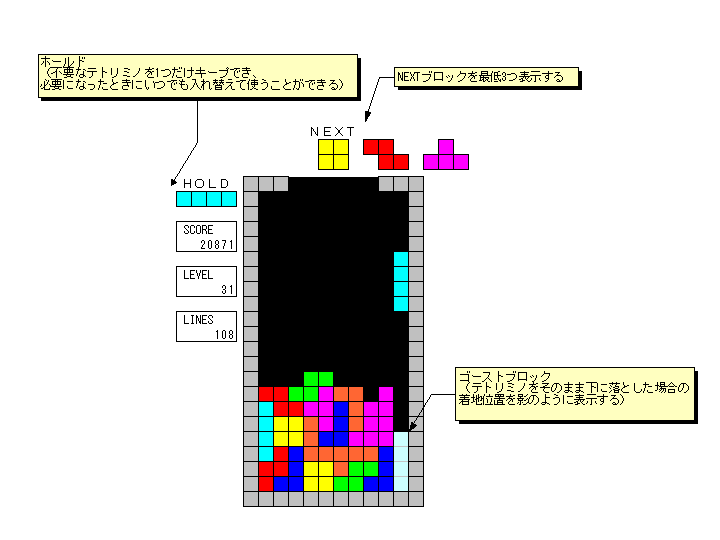
ガイドラインに対応したテトリスの例

『テトリス』は、世に出た当初から様々な開発者により様々なプラットフォーム向けに多くのバージョンが開発されてきたが、従来の『テトリス』における基本的なルール以外の細かいチューニング（たとえば細かい操作感覚、テトリミノの回転法則、新モードなど）に関しては全て各々の開発者による創意工夫に委ねられていた。そのため、ソフトによっては操作感覚や細かいルールやアレンジされたルール、新機能が全く異なることが多々あった。
そこで、2002年にザ・テトリス・カンパニーの社長ヘンク・ブラウアー・ロジャースによって、これらの細かい部分を統一するためのガイドラインが制定された。
この内容の多くは、ロジャース自身がデザインし2001年（日本では2002年）に各プラットフォームで発売された『テトリスワールド』のルールがベースとなっている。
このガイドラインの正式名称や詳細な内容は、一般ユーザに公開されていないが、通称「ワールドルール」「世界基準」「TETRIS 2002 ガイドライン」「TETRIS 2005 ガイドライン」などと呼ばれており、ゲームやメーカーによっても呼び方が異なっている。
ガイドラインは2002年に制定された最初の「TETRIS 2002 ガイドライン」と、2005年に改定された「TETRIS 2005 ガイドライン」が存在することが確認され、さらにTGMシリーズのプロデューサーである三原一郎の運営するブログにて、「2008年のガイドライン」の存在を示唆する記述や、「2010年のガイドライン」が存在し、パブリッシャーはそれを必ずしもすべて実装する必要がないことを示唆する記述も確認されている。
また、テトリスオンライン・ジャパンのコンテンツにおけるT-Spinの判定方法の相違、スピンボーナスのMini判定の導入、Tテトリミノ以外へのスピンボーナスの導入などから、2008年、2009年、2010年…と、年ごとにガイドラインは徐々に改定を経ていると推測される。
このガイドラインの制定後に誕生した『テトリス』では、おおむね以下のような共通した仕様を持っている（ガイドラインの仕様が一部採用されていない・変更可能なゲームもあるため、必ずしも全て実装する必要はないと思われる）。

### 主な仕様

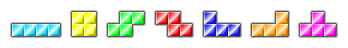
ガイドライン上におけるテトリミノの向きと色。

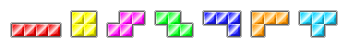
ガイドライン制定前の作品におけるテトリミノの向き。色はセガ製のテトリスで採用されたもの

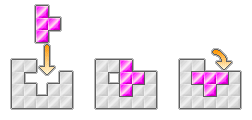
回転補正を使わないT-Spin Doubleの概略図

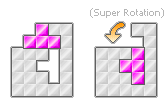
T-Spin Tripleの概略図

ゴーストブロック、ハードドロップ、テトリミノの偏り補正などの一部のシステムは、ガイドラインの制定前に登場した『テトリス ザ・グランドマスター』や『マジカルテトリスチャレンジ』などにも採用されており、全てが必ずしもガイドライン制定と同時に生まれたわけではない。
デザインの共通したタイトルロゴを使用
ガイドライン制定後に発売されたゲームではロジャー・ディーン (Roger Dean) のデザインしたタイトルロゴが使用されている（色合いやアレンジに若干の差違はあるが、基本となるフォント「TETRiS」の形が共通している。タイトルロゴの画像については外部リンクの公式サイトを参照されたい）。
このタイトルロゴは1997年に制作され、ガイドライン制定前に発売されたゲームにおいては『テトリス with カードキャプターさくら エターナルハート』『セガテトリス』『TGM2 (TAP)』など一部のタイトルで用いられている。
2019年にはタイトルロゴが改定され、フォントが変更されるとともに表記が全て大文字の『TETRIS』になった。
ボタン配置
家庭用ゲーム機やテレビ向けリモコンなどのコントローラでプレイする場合、最低でも方向キー（テトリミノの移動・落下・ハードドロップ）とボタン3つ（右回転・左回転・ホールド）を用いる配置が制定されている。
キーボードで操作するゲームは例外的に、最初期のコンピューター向け実装に倣い方向キーの上でテトリミノを右回転させ、スペースキーでハードドロップする割り当てが制定されている。
これらはほとんどの作品で使用するキーやボタンの配置を変更できるよう、オプション（キーコンフィグ）として実装されているのもある。
スマートフォンのタッチパネル操作では、画面を左右にスワイプするとテトリミノの移動・下にフリックするとハードドロップ・下にスワイプしたまま長押しするとソフトドロップ画面左半分をタップすると左回転・右側タップで右回転、ホールドピース部分をタップすることでホールドの割当になっている。
画面構成
ホールドの表示はゲームフィールドの左上側、NEXTの表示はフィールドの右上側または真上に表示する。
フィールドは最上位部分のさらに1マス上(21段目)を少しだけ表示する隙間が設けられることもある。
テトリミノの出現位置
ガイドラインやBPS作のファミコン版・『スーパーテトリス3』などにおいて、新しいテトリミノは盤面最上部よりも2段分外側（22段目）から出現する。
なお、テトリスパーティープレミアムなど2010年以降のガイドラインゲームの中には、既に置かれているブロックと出現位置が重なりゲームオーバーになりそうな場合には1マスだけ出現位置が上にずれる場合もある。
従来、特にセガ版『テトリス』や任天堂版テトリス、及びそれらを踏襲した一連の作品は盤面に収まった範囲（19〜20段目）にて出現するものが一般的であった。
ゲームオーバーの条件
一般的にもガイドラインにおいても、新しいテトリミノが出現する際、既に置かれたブロックに重なってしまう場合はゲームオーバー(Block Out)になる判定が採用されている。
2005年以降に発売されたゲームにおいては加えて、固定されたブロックが枠内に１個も収まらなかった（完全に21段目かそれより上に置かれた）場合もゲームオーバー(Lock Out)になる場合が多い。
その他、対戦型のゲームにおいては、敵の攻撃によるせりあげでブロックが41段目以上に達してしまったときは、たとえ上記の条件でテトリミノが出現可能でも即座にゲームオーバー(Top Out)になる場合がある。
ホールド (Hold)
不要なテトリミノを1つだけキープしておくことができ、必要になったときにいつでも入れ替えて使うことができる。ただしこの機能はテトリミノ１個につき1回だけで、テトリミノを設置・固定させるまで連続で使用はできない。
ゲームによっては1ゲーム全体での使用回数に制限がついたものもあった。また、テトリスパーティーシリーズの「えあわせブロック」ではホールド機能の代わりに回数制限のあるスキップ（不要なテトリミノをなくしてしまい、代わりに次のテトリミノが出現する）が採用されている。テトリスパーティープレミアムの「ボンブリス」モードでは、ホールドが採用されていない。
最低2つないし3つのNEXTブロック表示
従来は1つだけ表示されていたNEXTブロック（次に落ちてくるテトリミノ）を最低でも2つ・最大6つ先まで表示する。多くのソフトでは3つ先まで表示する設定が一般的。
ガイドラインの制定前においては『テトリスプラス』で2つ先まで表示、以降の他のテトリスにも3つ先まで表示するタイプが登場している。
市販ゲームにおける最大表示数は6個先まで表示しているGBA版以外のテトリスワールドやテトリスDS、およびTETRIS 99が挙げられる。逆に、2007年以降に発売されたゲームの中にも1〜2つ先までしか表示しないものも存在する。
テトリミノの色、向き、回転法則の統一
テトリミノの各々の形に対応した色、落下時の向き、細かな回転法則が規定されている。回転法則に関しては後述のスーパーローテーションを参照。
ガイドライン制定前と比べると、J字・L字・T字が逆向きになっている。また、I字・S字・Z字は、見た目上で同じ形でも回転軸によって位置のブレが出る。
ゴーストブロック (Ghost Block)
テトリミノを操作中、そのまま下に落とした場合の着地位置を影のように表示する。 影の見た目はソフトによって異なる。ほとんどの作品ではオプションで非表示にすることができる。また、落下速度が20Gに達すると、即座にテトリミノが着地するため、事実上意味を為さなくなる。
『テトリス ザ・グランドマスター』で「Temporary Landing System」として初登場。TGMシリーズではレベルが一定まで上がると強制的に非表示になる。
ハードドロップ (Hard Drop)
方向キーの上を押すことで、テトリミノが0.0001秒で(実装上では入力した瞬間に)真下まで落ち、即座に固定される。『テトリスDS』や、『TETRIS 99』など、使用の有無を選択できるものもある。
これに類似したシステムが『テトリス ジ・アブソリュート ザ・グランドマスター2』で搭載されていたが、同シリーズでは接地した瞬間になりつつ、遊び時間が残ったままになっている特徴があった。区別のため、「ソニックドロップ」と呼ばれることもある。
ソフトドロップ (Soft Drop)
ガイドライン実装において、下ボタンを押している間はテトリミノの自然落下速度が20倍になるが、接地させても「遊び」時間がそのまま残り、すぐに固定されない。このため、自然落下速度が速い状態で下ボタンを押すと一瞬で下に接地する。2005年以降に発売されたゲームはこのルールに従っているが、それ以前に発売されたゲームの多くでは採用されていない。
ガイドライン制定前では方向キーの下を押したときの落下速度はゲームによってまちまちで、ガイドラインよりも加速率が低かったり、レベル・自然落下速度に関わらず一定の落下速度になることも多く、またそのほとんどが遊び時間を無視して即固定されるものだった。
ガイドライン実装に沿った『テトリスDS』や『セガエイジス2500シリーズ Vol.28 テトリスコレクション』内の『テトリス:ニューセンチュリー』などでは、テトリミノが着地したあとにもう一度下ボタンを押し直すと、遊び時間を打ち切って即固定させることができる。
TGM3ではワールドルールではハードドロップ・クラシックルールではソフトドロップでテトリミノを即固定させる仕様として選択することができる。
接地直後のテトリミノ操作、テトリミノ固定(Lock down)についての仕様
ガイドライン実装においては、テトリミノが接地してからもそのまま操作は可能で、0.5秒間何も操作が行われなかったときに固定される。さらにこの「遊び」時間中のピースに何らかの操作を行う（回転させるか、１マスでも移動させる）と「遊び」時間がリセットされ、接地直後にピースを回転し続けたり横に移動したりしている限りは永遠に固定されない。回転操作は形が変わらないOテトリミノにも適用される。
この仕様は『Infinity Placement Lockdown』(日本語圏では一般的にインフィニティ・無限回転とも呼ばれている)として制定され、『テトリスワールド』で初めて実装されたが、同作ではボタンを連打せず、押し続けているだけで回転するので、事実上ボタンを押しっぱなしにするだけでゲームの進行を止めることができる。これは登場とともにプレイヤー・批評家の強い不評を買ったため、後発のゲームでは「ボタンを押し続けているだけで回転する仕様」は廃止された。
半永久的にゲームの進行を止めることができるためにゲーム性に大きな支障をきたすことから、現行のガイドラインではひとつのテトリミノあたりに合計15回の移動または回転を行うと即座に固定される制限がかかった『Extended Placement Lockdown』が基本仕様として採用されている。このほか『セガエイジス2500シリーズ Vol.28 テトリスコレクション』内の『テトリス:ニューセンチュリー』など、回転数やテトリミノの遊び時間に制限を設けるかの任意設定ができるものも存在する。
なお、ガイドライン以前で主流であった『接地後の遊び時間は段差からテトリミノを降ろすなどして再度自然落下させた場合のみリセットされる』実装は、ガイドラインにおいては「Classic Placement Lockdown」として定義されている。
『テトリス ジ・アブソリュート ザ・グランドマスター2』や『Tetris Effect』のマスターモードなど、レベルの上昇によって遊び時間が短縮される場合もある。
テトリミノ固定後の空き時間
テトリミノ固定〜次のテトリミノ出現までのインターバルは今日でも実装によってまちまちである。中にはレベル上昇により徐々に短縮されたり、レベルに関わらずテトリミノが固定された瞬間に次のピースがフィールド内に表示される（落下が一瞬だけ停止しているように見える）場合もある。
方向キーの横を押しっぱなしにしたときのテトリミノの移動速度
方向キーの横を押しっぱなしにするとテトリミノが一定時間ごとに移動するが、その速度や挙動には作品ごとに異なっていた。テトリミノ落下速度にあわせてわずかに変動したり、長押し時の移動が実装されていない場合もある。
ガイドラインでは押し始めで0.3秒のインターバル、以降は0.5秒で端から逆側に達する速度でテトリミノが移動すると制定されている。
テトリミノの出現順の偏りを補正
初期の『テトリス』では、次に出現するテトリミノを決定するためのアルゴリズムは単調な乱数で決めるだけの完全なランダムである。セガシステム16版に見られるように電源パターンに則した仕様もあったため、運が悪いと乱数の偏りで同じ種類のテトリミノが3個ないし4個連続で落ちてきたり、テトリスに必要な棒 (I) が15個以上処理しても落ちてこないこともあった（当時はホールドも未導入で、棒をホールドしておくことさえできなかった）。
そのため、ガイドラインの制定前に稼働した『テトリス ザ・グランドマスター』シリーズでは、出現するテトリミノのランダム抽選に対し、一定の条件で再度抽選をやり直すという補正が初めて導入された。
ガイドラインでもテトリミノの補正を導入することになったが、その仕様は抽選方式からして異なっており、『7種類のテトリミノ1個ずつをランダムな順番で出現させる』という並べ替えを繰り返すことで、均等に出現する「七種一巡の法則」(7-Bag System, 7BS)が採用されている。
ガイドライン制定後の一部のゲームでも採用されていないものがあった。
スーパーローテーション (Super Rotation)
従来のテトリスではテトリミノを縦にして壁にくっつけた場合や地面に横倒しにして寝かせた場合などに、回転させられない場合が多く、特に落下速度が上がるほどにプレイヤーの意図する通りに回転できないことが多々あった。
こうした不利を克服するよう、『セガテトリス』など一部ではテトリミノの回転軸を中央に固定せず、(Iミノ以外の)下端を極力動かさないようにする仕様を導入して接地中の回転をわずかに行いやすくした他、『テトリス ザ・グランドマスター』シリーズ以降いくつかの作品では加えてテトリミノの回転後に他のブロックや壁といった障害物・地形に重なってしまう場合、テトリミノを一定の位置にずらして回転を試みるシステムが導入されるようになった。しかし当初地形に対する補正は左右１マスのみ（さらに、左右どちらにもずらせる場合は必ず右側が優先される）で極力上方向へのずらしを行わないように実装されていた（そのため一般的に「壁蹴り」と呼ばれている）ため、地形による制約は未だ強力であった。
ガイドラインではミノ中央を回転軸とするものの、ミノの形状と回転方向毎に数通りのずらし候補を設定し、その中で上下最大２マスへのずらしも含めるようにしている。これによってテトリミノをそのまま落としただけでは入らないような隙間にはめ込むテクニック（通称「回転入れ」）が直感的に行いやすくなったうえに、より幅広い状況で可能となっている。またテトリミノを上によじ登らせることも可能となり、ミスを格段に挽回しやすくなった。
ただし、この実装においてはI/S/Zミノは見かけ上の形が同じでも回転後の位置が１マス違っている状況があるため、一見同じ回転でも特定の回転方向・手順でないと成功しない回転入れが存在する。
T-Spin
T字形のテトリミノで「回転入れ」を行うことを指す。
「回転入れ」自体は初期の『テトリス』からすでに存在するテクニックだが、ガイドライン上では遊び時間の確保とスーパーローテーションにより様々なパターンが追加され、同時にTミノで特定の回転入れを成功させると獲得できる特殊なボーナスが導入された。
T-Spinを成功させるとその旨の表示とともに、ボーナススコアが入るなどの特典がある。T-Spinと同時にラインを揃えると「T-Spin Single（1列）」「T-Spin Double（2列）」となり、通常よりも高い得点や攻撃力などが得られる。

さらにスーパーローテーションが導入されている場合はその仕様を利用し、3列同時にラインを揃える「T-Spin Triple」も可能である。

T-Spinの判定方法はゲームによって異なるが、2005年以降に発売されたゲームでは、おおむね以下の条件が全て揃うとT-Spinが成立する判定方法を採用している。
- テトリミノが固定される前にした最後の操作が回転である（接地時のハードドロップ固定は操作に含まない）
- テトリミノを最後に回転させてから１マスでも横移動、落下を経ていない（スーパーローテーションによる補正は移動に含まない）
- テトリミノがT字形であり、かつその回転軸の斜め4方向にあるマスにブロックまたは壁が3つ以上ある

ゲームによっては異なる判定方法が採用されていることもある。
- テトリスワールドでは、壁はブロックとして扱われない。よって壁際でのT-SpinはT-Spin扱いにならないことがある。
- TGM3では、テトリミノが固定される前にした最後の操作が回転であり、1ラインでも消せばT-Spinとして扱われる。よって、T字形のテトリミノを覆うブロックが2つだけでも成立する（同様の判定で、従来のクラシックルールでもT-Spinが採用されている）。ボーナス要素は存在しない。
- ジー・モード社の『TETRIS BLACK』（携帯電話ゲーム）および、それ以降のシリーズでは水色のT字型のテトリミノが出現し、これでT-Spinをすると「SUPER T-SPIN」となり、ボーナス得点が2倍になるという追加要素を採用している。
- iPod版テトリスと『テトリス:ニューセンチュリー』、Wiiウェアの『テトリスパーティ』では、回転補正が使われた場合はT-Spin判定がされない。よってT-Spin Tripleは不可能である。
- 『テトリスアドバンス』や『テトリス〜キワメミチ〜』や『TGM-ACE』などではT-Spinの判定自体が採用されていない。
- テトリスオンライン、PSP版『TETRIS』や『TETRIS 99』などでは、一部のT-Spinが「T-Spin Mini」として扱われ、ラインを消した場合も含め通常よりもボーナスが小さくなる（Back to Backは成立する）。
  - Tミノの麓の部分のどちらかのマスが空いている（例えばTミノの背の部分の中央と壁が隣接するようにはめ込んだ）場合、「T-Spin Mini」となる。これによって壁際でのT-Spin Singleが「Mini T-Spin」として扱われる。ただし、最後に行われた回転で、特定の回転補正パターンが使用された場合は更に例外となり、通常のT-Spinと判定される。
  - テトリス検定などでは、T-Spin Singleだけでなく, T-Spin DoubleにもT-Spin Mini判定が存在する（それぞれT-Spin Mini-S, T-Spin Mini-Dとして扱われる）。

形の変わらないO字形を除いた他のテトリミノにおいて、T-Spin同様の回転入れが導入されたゲームもある（『アマガミテトリス』『テトリス検定』など）。これらにも「T-Spin Triple」と同様にスーパーローテーションを利用し、3列同時にラインを揃えて消す回転入れのパターンが存在する。
『テトリススターダスト』などごく一部の作品のみ、O字形のテトリミノにも上記のような回転入れ（O-Spin）ができるように回転法則が変更されている事がある。
Back to Back
テトリス（ラインを一度に4列揃える）やT-Spinによるライン揃えを連続して行うとBack to Backボーナスが付与され、通常よりも高い得点・攻撃力が得られる。Back to Backはミノを落とすだけでは途切れず、テトリス・T-Spinのどちらもない通常のライン揃えを行うまで継続する。
採用されていないゲームや、T-SpinでBack to Backを開始・継続できないゲームもある。特に2004年以前のゲームではほとんど実装されていない。
コンボ (REN)
ライン揃えを連続して行うとコンボ（テトリスオンライン、ぷよぷよテトリスなどの日本語版ではREN）となり、大量に続けるほど通常よりも高い得点や攻撃力が得られる。コンボはラインを消さずにテトリミノを置くまで継続する。
TGMシリーズや、2007年以降に発売されたゲームの一部（テトリスパーティなど）でも採用されているが、TGMシリーズでは1ライン消しではコンボカウントが維持されるのみで、2ライン以上の同時消しでないとコンボカウントが増えない。
対戦ゲームにおけるコンボの特典は作品によってまちまちであり、攻撃力の追加量だけでなく、コンボ中に相手からの攻撃によるラインせり上げが発生しないなどの違いも存在する。
ゲームモード
ガイドラインにおいては『10ライン消すごとに1レベル上昇し、テトリミノの落下速度が増速される』『150ライン(＝15レベル分)消すとゲームクリア』『スタート時のレベルを任意に選択可能』のルールのもと進行する『マラソン』モードが主流のゲームモードである。その他、『テトリスDX』のものを原案として規定ライン数をクリアするまでの時間を競う『スプリント/40ライン』、規定時間内のスコアを競う『ウルトラ』といった、レベルの概念が存在しないゲームモードも制定されている。
その他のゲームにおいて、テトリミノの落下速度を示すレベルの上昇条件については以下のものが主流。
- ガイドライン制定以前から現在まで多く見られる、『10ライン消す毎に1レベル上昇する』方式。『新セガテトリス』『テトリス エフェクト』など、レベルの変化が10ラインごとではない場合もある。
- 『テトリスワールド』で採用されていたレベルアップ方式。規定「ポイント」（ゲームによっては「ライン」と表記）を得るとレベルが上昇する。ポイントは消去ラインに加え、T-SpinやBack to Backによるボーナスも加味されるうえ、複数のラインを一度に揃えるとより高いポイントが得られる（たとえば2ライン同時に揃えた場合は3ポイント）ため、ポイント数＝ライン数という訳ではない。基本的にレベル15までのノルマを達成するとゲームクリアとなる。

4ライン消去または一定時間でもレベルが上がる『旧セガテトリス』などの他、テトリミノ1組出現およびライン1列消去ごとに1ずつ上がり100レベルごとに区切るTGMシリーズなど、ゲームによっては独自の方式が採用されていることもある。
複数人での対戦プレイ
ゲームによっては2人以上での同時プレイに対応している場合があるが、このうち対戦を主目的とした実装においては、複数ライン消去やT-Spin、RENにより相手のフィールドにブロックの列を送り、下からせり上げることで相手をゲームオーバーにさせることを狙う方式が一般的となっている。この際、送られたせり上げラインは一旦保留され、相手が次にブロックを固定したときにフィールド下部から出現する。
現代ではせり上げラインはフィールド端に表示されるゲージとして予告されるが、作品によっては表示形式が異なったり、そもそも表示自体されないこともある。また、せり上げラインが相手に送られて予告に入るまでに時間差があったり、ラインを消した直後（＝RENコンボが成立中）はせり上げラインがフィールド内に出現しないといった細かい仕様も作品ごとに異なる。
これ以外にも、独自の追加要素などあらゆる部分にザ・テトリス・カンパニーによる細かな監修が入る。

## 音楽
前述のように『テトリス』がロシア/ソ連発祥という所以から、ロシアをイメージしたアニメーションや背景画像（タイトルの聖ワシリイ大聖堂、ブラン、ソユーズを打ち上げるアニメーションなど）や、ロシア民謡を柱としたロシアの音楽（トロイカやカリンカ、ソビエト連邦国歌〈後のロシア連邦国歌と同じ曲〉などが用いられている。特にコロブチカはゲームボーイ版テトリスの後期バージョンにおけるBGM：A-TYPEなどとしても採用され、テトリスそのもののイメージBGMとして世界的に定着し、現在でもそれをベースにアレンジされたBGMが用いられているものが多い。ただし、のちにテトリスから派生したゲームも含め、まったくイメージを切り離しているものもある。

## 記録
2023年12月21日、アメリカ・オクラホマ州在住の13歳の男性がNES版をプレイした際に「999999」の得点を遥かに超越し、レベル157に達したところで処理能力の限界に達したことから本ゲームが突如静止（クラッシュ）した。これまで人工知能（AI）がテトリスを完全攻略した事例はあったが、人間による完全攻略は初めてと思われる。

## ライセンス
1996年にザ・テトリス・カンパニーが設立され、同社が版権管理やライセンスの手続きを行うようになるまで、テトリスの権利関係は複雑だった。

### 複雑なライセンス関係
1. アレクセイ・パジトノフが考案、ソビエト連邦外国貿易省の配下にある国営企業のElorgが原作の著作権を所持。
2. Elorgがハンガリーのアンドロメダ・ソフトウェアにIBM PCおよびその互換機（PC/AT互換機）向けのライセンスを許諾。
3. アンドロメダ・ソフトウェアがイギリスのデイリー・ミラーのグループ会社であったミラーソフト(Mirrorsoft)、およびアメリカのスペクトラム・ホロバイト(Spectrum HoloByte)にIBM PCおよびその互換機向けのサブライセンスを許諾。
  1. 1987年、スペクトラム・ホロバイトから発売されたIBM PCおよびその互換機向けのテトリスがアメリカでブームになる。
4. 1988年5月、ミラーソフトがアメリカのテンゲンにサブライセンスを許諾。
  1. ここでテンゲンはIBM PCおよびその互換機向け以外についても許諾を受けたと思っていた。
5. テンゲンはBPS（Bullet-Proof Software）・セガにサブライセンスを許諾。[注釈 14]
  1. 1988年11月18日、BPSはIBM PC互換機用に発売。
  2. 同年12月、テンゲン、セガはアーケードゲーム用に発売。
  3. 同年12月22日、BPSはファミリーコンピュータ用に発売。
  4. またテンゲンはNintendo Entartainment System用に、セガはメガドライブ用に開発。
6. 1989年4月7日、一方でElorgがニンテンドー・オブ・アメリカに家庭用ゲーム機向けにライセンスおよび独占使用権を許諾[20]。
  1. これによりBPSはテンゲンから任天堂のライセンスに鞍替え[20]。
7. 同年4月18日、これに対して、テンゲンは著作権侵害だとしてニンテンドー・オブ・アメリカおよび任天堂を相手に訴訟を起こした[21]。
8. 同年5月25日、逆に任天堂はテンゲンが任天堂の著作権を侵害しているとして反訴を起こした[22]。
9. 同年6月21日、米国・サンフランシスコの連邦地裁は任天堂の訴えを認め、テンゲンに仮処分を下した[23]。
10. 同年11月13日、同連邦地裁は任天堂の独占的製造・販売権に関して、任天堂側に権利がある略式判決を下し、これに対してテンゲンは即時抗告を行った[24]。
  1. これによりテンゲンからライセンスを受けていたセガもライセンスが無効となり、すでに生産を終えていたメガドライブ版テトリスの販売を断念し、生産した商品の破棄を余儀なくされた。[注釈 15]

『テトリス』のルールを完全に踏襲した事実上の2作目、3作目にあたるセガのアーケードゲーム『フラッシュポイント』『ブロクシード』は『テトリス』の名前を使っておらず、版権問題発生後に応急的に業務用のみの許諾をELORGから得て販売した。また、『ブロックアウト』（California Dreams, 日本での移植はテクノスジャパン）や『ジオキューブ』（テクノスジャパン）、そして、アレクセイ・パジトノフ自身が関わった『ウェルトリス』（ビデオシステム）といった、『テトリス』を3次元化したようなソフトも存在した。

### ライセンス一括管理
その後、1996年にザ・テトリス・カンパニーが設立され、同社が版権管理やライセンスの手続きを行うようになり、複数の会社からゲームが発売されたことから、従来の「独占販売権を得る」ことはなくなった。
日本では1996年、PlayStation向けにBPSの『テトリスX』と、ジャレコの『テトリスプラス』が発売された。1998年11月にはNINTENDO 64向けにセタの『テトリス64』とカプコンの『マジカルテトリスチャレンジ featuring ミッキー』が同時期に発売された。この間は、各社から様々なアレンジを加えた『テトリス』が登場している。
1999年、アリカが発売を予定していたPlayStation版『テトリス ザ・グランドマスター』が、ザ・テトリス・カンパニーによる「『テトリス』の商品化は1プラットフォームにつき1社のみとする」という方針を受けて発売中止を余儀なくされた。しかし、その後も「1プラットフォームで2社以上から発売されている」現状は変わっておらず、この発売中止の理由と目的についての事実関係は未だ不明のままである。
2005年12月には、日本における版権やライセンスの管理のため、テトリスオンライン・ジャパンが設立され、ヘンク・ブラウアー・ロジャースが同社の取締役に就任した。
ニンテンドーDSとニンテンドー3DSにおいては、新しいテトリスが発売されると旧作の生産とデジタルのダウンロード販売が終了するので、同時に複数のテトリスが発売中の状態にはなりにくい。
1999年以降では、以下のソフトが「1プラットフォームで2社以上から発売」されているテトリスとなっている。
- PlayStation (PS)
  - 1996年3月29日 『テトリス X』 発売元：BPS
  - 1996年9月6日 『テトリスプラス』 発売元：ジャレコ[29]
  - 1999年3月18日 『マジカルテトリスチャレンジ featuring ミッキー』 発売元：カプコン
  - 1999年12月16日 『ザ ネクスト テトリス デラックス』 発売元：BPS
  - 2000年7月19日 『SuperLite1500シリーズ ザ・テトリス』 発売元：BPS/サクセス
  - 2000年8月10日 『テトリス with カードキャプターさくら エターナルハート』 発売元：アリカ
- PlayStation 2 (PS2)
  - 2003年12月18日 『SuperLite2000 パズル テトリス〜キワメミチ〜』 発売元：THQ/サクセス
  - 2006年9月28日 『セガエイジス2500シリーズ Vol.28 テトリスコレクション』 発売元：セガ/開発協力：エムツー
- PlayStation 3(PS3)
  - 2011年7月6日 『テトリス』 配信元：エレクトロニック・アーツ
  - 2014年2月6日 『ぷよぷよテトリス』 発売元：セガ
- PlayStation 4(PS4)
  - 2014年12月4日 『ぷよぷよテトリス』 発売元：セガ
  - 2015年6月10日『テトリス アルティメット』 発売元：ユービーアイソフト - 配信中止
  - 2018年11月9日 『TETRIS EFFECT』 発売元：エンハンス
  - 2022年12月1日 『アーケードアーカイブス テトリス ザ・グランドマスター』 発売元：ハムスター
  - 2023年6月1日 『アーケードアーカイブス テトリス ジ・アブソリュートザ・グランドマスター 2 PLUS』 発売元：ハムスター
  - 2024年11月12日『Tetris Forever』 発売元：Digital Eclipse
- PlayStation Vita
  - 2014年2月6日 『ぷよぷよテトリス』 発売元：セガ
  - 2015年6月2日『テトリス アルティメット』 発売元：ユービーアイソフト - 日本未発売
- Xbox 360
  - 2005年12月 『テトリス ザ・グランドマスター エース』 発売元：AQインタラクティブ
  - 2007年3月19日『Tetris Evolution』 発売元：THQ - 日本未発売
  - 2007年10月3日 『Tetris Splash』発売元：Tetris Online, Inc./Microsoft Game Studios - 日本未配信
- Xbox One
  - 2014年12月4日 『ぷよぷよテトリス』発売元：セガ
  - 2015年6月10日『テトリス アルティメット』 発売元：ユービーアイソフト - 配信中止
  - 2020年7月23日『TETRIS EFFECT: Connected』 発売元：エンハンス
  - 2024年11月12日『Tetris Forever』 発売元：Digital Eclipse
- ニンテンドーDS (DS)
  - 2006年4月27日 『テトリスDS』 発売元：任天堂
  - 2010年8月5日 『テトリスパーティプレミアム』 発売元：ハドソン
- ニンテンドー3DS (3DS)
  - 2011年10月20日 『テトリス』 発売元：バンダイナムコゲームス(当時の社名）
  - 2011年12月28日 『テトリス（バーチャルコンソール版）』 発売元：任天堂
  - 2014年2月6日 『ぷよぷよテトリス』 発売元：セガ
  - 2014年11月6日『テトリス アルティメット』 発売元：ユービーアイソフト - 日本未発売
- Nintendo Switch、Nintendo Switch Lite（スイッチ）
  - 2017年3月3日『ぷよぷよテトリスS』 発売元：セガ
  - 2019年2月14日 『テトリス99』 発売元：任天堂/開発協力：アリカ
  - 2020年12月8日 『ぷよぷよテトリス2』発売元：セガ Sega Europe Limited
  - 2021年10月8日『TETRIS EFFECT: Connected』 発売元：エンハンス
  - 2022年12月1日『アーケードアーカイブス テトリス ザ・グランドマスター』 発売元：ハムスター
  - 2023年2月9日『Tetris』（ゲームボーイ Nintendo Switch Online） 発売元：任天堂
  - 2023年6月1日『アーケードアーカイブス テトリス ジ・アブソリュートザ・グランドマスター 2 PLUS』 発売元：ハムスター
  - 2024年11月13日『Tetris Forever』 発売元：Digital Eclipse
  - 2024年12月12日『Tetris』（ファミリーコンピュータ Nintendo Switch Online、内容はNES版） 発売元：任天堂
  - 2024年12月12日『Tetris DX』（ゲームボーイ Nintendo Switch Online） 発売元：任天堂

- 業務用基板
  - 1999年以前から現在まで稼働しているもの
    - 1988年 『テトリス』 稼働元：セガ
（2015年3月～2020年3月まではセガ・インタラクティブ。以下同様）
    - 1998年 『テトリス ザ・グランドマスター』 稼働元：アリカ/カプコン

  - 1999年以降に稼働したもの
    - 2000年11月 『セガテトリス』 稼働元：セガ
    - 2001年 『テトリス ジ・アブソリュート ザ・グランドマスター2（PLUS）』 稼働元：アリカ/彩京
    - 2004年 『テトリス〜キワメミチ〜』 稼働元：サクセス
    - 2005年3月 『テトリス ザ・グランドマスター3 -Terror Instinct-』 稼働元：アリカ/タイトー
    - 2009年12月17日 『テトリス・デカリス』 稼働元：セガ

- 携帯電話アプリ（フィーチャー・フォン） - ほぼ全て配信終了
  - 2003年 『TETRIS 2002』 発売元：ジー・モード
  - 2003年 『TETRIS BLUE』 発売元：ジー・モード
  - 2003年 『TETRIS RED』 発売元：ジー・モード
  - 2004年 『TETRIS BATTLE』 発売元：ジー・モード
  - 2006年 『TETRIS BLACK』 発売元：ジー・モード
  - 2006年 『TETRIS GOLD』 発売元：ジー・モード
  - 2006年 『TETRIS GREEN』 発売元：ジー・モード
  - 2006年 『TETRIS BLUE ケータイ少女』 発売元：ジー・モード
  - 2007年 『TETRIS CRYSTAL』 発売元：ジー・モード
  - 2007年 『TETRIS DIAMOND』 発売元：ジー・モード
  - 2007年 『TETRIS BLACK RANKING』 発売元：ジー・モード
  - 2007年 『テトリス☆ドコモダケ』 携帯電話ゲーム（NTTドコモ）：ジー・モード
  - 2008年 『TETRIS 1to3』 携帯電話ゲーム：ジー・モード
  - 2008年 『TETRIS検定RANKING』 携帯電話ゲーム：ジー・モード
  - 2009年1月『TETRIS LEAGUE』 携帯電話ゲーム：ジー・モード
  - 2010年12月『TETRIS GREE LEAGUE』 携帯電話ゲーム：ジー・モード
  - 2010年12月『TETRIS Mobage LEAGUE』 携帯電話ゲーム：ジー・モード
  - 2011年6月1日 『Disney テトリス1to3』 携帯電話ゲーム：ウォルト・ディズニー・ジャパン

Microsoft Windows用ソフトおよびスマートフォンアプリ（Android/iOS）については正式ライセンス品及びクローンゲームが多数のベンダーから乱立しているので割愛

### ミニテトリス（ピコリン55）
1996年に、液晶画面と操作ボタンを備え、『テトリス』と類似内容のゲームが内蔵された小型の携帯ゲーム機『みに・テトリン』、『テトリス』以外に複数のミニゲームが追加された『テトリン55』がゲームテックから発売され、ゲームボーイ版『テトリス』発売以来の大ブームとなった。ところが、このゲーム機の製造元・販売元は『テトリス』のライセンスを取得しておらず、名称も酷似していることから商標権をめぐり裁判となった。
その結果、販売元がゲーム機の名称を『テトリン55』から『ピコリン55』に改称して製造・販売を続け、その後、ブームが去るまで同様の類似品が大量に出回った。それ以降、『ピコリン55』などのような「テトリスの名を使わず」「テトリスと類似」の携帯型ゲームを製造・販売されることは（少なくとも大規模には）起こっていない。
なお、『テトリン55』と同時期には、BPSから正式に『テトリス』ライセンス許諾を受け内容をテトリスに特化した携帯ゲーム機『テトリスJr.』がヒロから発売されている。こちらは発売元を変えながら、2000年代以降も後継機種が販売されている。その後、ライセンスを取得して発売されている例としては、エポック社の『EL-SPIRITS テトリスシリーズ』、ゲームテックが正式にライセンス許諾を得た『テトリスミニ』などがある。

## 日本における反響
日本では、1988年にセガ・エンタープライゼス（現・株式会社セガ。以下「セガ」）から発売されたアーケード版（セガ・システム16版）の人気により、浸透した。当時はまだ操作法が確立されていなかったが、このシステム16版の登場以降は同作のものが日本国内におけるデファクトスタンダードとなり、その影響力から特に「セガテトリス」とよく呼ばれる（2000年にアーケードとドリームキャストでこれと同名のゲームソフトが発売されているものの、普通は1988年にリリースされたシステム16版を指す場合が多い。この2000年版はよく「新セガテトリス」と呼ばれる）。このアーケード版は、後年においても日本各地の多くのゲームセンターで稼動している。『別冊宝島』には、1989年のサブカル・流行の1つとして『テトリス』が紹介されている。
その後、1989年に任天堂から発売されたゲームボーイ版も、「いつでもどこでも好きに遊べる」ことと「対戦プレイもできる」という点で大人気となり、国内出荷本数約424万本と、ゲームボーイ最初期の作品ながら、ゲームボーイソフト単体での史上売上1位を記録した。ちなみに当時、セガはライセンスの都合で家庭用ゲーム機版『テトリス』を自ハードで発売することができず、アーケード版の大ヒットのおかげでライバルハードの売上を牽引してしまう皮肉な状況となってしまった。
なお、『テトリス』の持つ数学性、動的性、知名度、並びに実装の平易性から、『テトリス』をゲームプログラミングの練習題材として用いられる例がしばしば見られる。
歌手の宇多田ヒカルはテトリスのファンであることを公言しており、Twitterでも度々テトリスについて言及している。任天堂が主催するテトリスのイベントに登場したこともある。

## テトリスハイ
『テトリス』に慣れ、瞬間的な判断・操作を数多くこなすようになると、次第に思考が自動化されてくる。ゲームが進むにつれ、テトリミノは次第に高速で落下し、もはや目にも留まらぬ速度で落下してくるのであるが、数十分から数時間もゲームが続けられるようになるのである。
人間の脳はこのような状態に置かれると、一種の催眠状態となり快感が引き起こされる。この快感は「テトリスハイ」と呼ばれ、ときには中毒的にもなる。
ちなみに、日本大学教授の森昭雄はこの中毒的な状況を元に、『テトリス』などのコンピュータゲームを行なっているプレイヤーの脳波の特徴が痴呆（認知症）患者のそれに似ているとして「ゲーム脳」仮説を提唱した。
しかし、これは科学的根拠に乏しい点が多いことや、コンピュータゲーム以外の作業も、慣れればゲーム脳と同様の状態になるといったゲームに限定された現象ではないとする指摘もあることから、専門家の多くはこの仮説を支持していない。
さらに、森は各地の講演で「『テトリス』はソ連の軍隊で人を殺すための教育の一つとして開発されたもの」と発言しているが、これは事実ではない。なお逆に、ジョークであるが「テトリスは西側諸国の生産性を落とすためのソ連の罠という説」は、当時から、今日でもたまに言われる。
テトリスを長時間やりこむことで、周りの箱状のものがテトリスに見えてきたり、テトリスのような図形が落ちて行く夢や幻覚を見ることもある。これはテトリス効果と呼ばれる。

## テトリスの医学的研究
トラウマによるフラッシュバックを未然に防ぐ「認知ワクチン」として『テトリス』が有効であるという研究結果がある。

### 研究内容
実験内容としては、テトリスとは関係のないトラウマ的映像を視聴させ、30分の休憩を取らせた後にテトリスを行わせ、その後フラッシュバックに関するモニタリングを1週間行った。

### 結果
トラウマ的映像の視聴後にテトリスをプレイすることがトラウマの不必要な記憶のフラッシュバックを減少させ、同時に適切な記憶の整理が行われることが判明した。

## 音楽の利用
- テトリスのBGMとロシア民謡のコロブチカのメロディをサンプリングしたドクター・スピン（Dr.Spin）の『テトリス』（Tetris）は1992年10月に全英売り上げ6位という人気を得た。
- YMCKの『Tetrominon 〜From Russia with Blocks〜』の歌詞と映像はテトリスを扱っている。
- ハロウィンの『The Game Is On』という曲は楽曲のリフやエフェクトに任天堂のゲームボーイ版テトリスのサウンドや効果音がそのまま使用されており、楽曲のエンディングもゲームオーバー時の生のサウンドで終わる。

## 映画
- テトリス (映画) - 2023年3月31日にApple TV+で配信された伝記映画。ゲームクリエイターのヘンク・ロジャースを主人公としている。